# Domaljevac-Šamac
Domaljevac-Šamac är en kommun i Bosnien och Hercegovina.   Den ligger i entiteten Federationen Bosnien och Hercegovina, i den nordöstra delen av landet, 130 km norr om huvudstaden Sarajevo. Antalet invånare är 5 216. Arean är 44 kvadratkilometer.